# Krzysztof Warzycha
Krzysztof Ireneusz Warzycha (Katowice, 17 de novembro de 1964) é um ex-futebolista e treinador de futebol polaco.

## Carreira
Warzycha, começou sua carreira no Ruch Chorzów, atuando por seis temporadas, porém, no verão de 1989, se transferiu para o futebol grego, com o Panathinaikos, marcou sua melhor fase, sendo um ídolos do clube até hoje.
Em 2015, entrou em campanha politica na Grécia, porém, não obteve sucesso.